# 卡洛斯·安德烈斯·佩雷斯
卡洛斯·安德烈斯·佩雷斯·罗德里格斯（西班牙語：Carlos Andrés Pérez Rodríguez，1922年10月27日—2010年12月25日），委内瑞拉政治家，民主行动党成员，曾两度担任委内瑞拉总统（1974年-1979年、1989年-1993年）。在他的首个任期内，委内瑞拉开始靠出口石油赚取了大量的外汇，使委内瑞拉赢得了“沙烏地委内瑞拉”的称号。但是在第二个任期内，委内瑞拉却经历了一系列经济危机和社会危机。1993年5月，在距他的第二任总统任期结束还有7个月时，佩雷斯因涉嫌贪污和滥用暴力而辞职，成为第一位被委内瑞拉最高法院赶下台的委内瑞拉总统。1996年5月，他被控告挪用了一笔1700万美元的公共资金，被判28个月监禁。佩雷斯在加拉加斯一座监狱服刑1个月之后，因年龄偏大被允许在家中服刑。1998年9月，佩雷斯结束刑期之后被释放。次年前往美国，此后一直居住在迈阿密。
2003年，佩雷斯中風導致肢體部分癱瘓。2010年佩雷斯於邁阿密去世，享年88歲。